# Kleče, Vernberk
Kleče (nemško Kletschach) je naselje v Občini Vernberk v Okraju Beljak-dežela na Koroškem v Avstriji.